# Gaudapada
Gaudapada (ok. VII w.) – indyjski filozof wedanty. Pochodził z Bengalu. Najstarszy komentator wedanty. Bazując na upaniszadach łączył tezy monizmu (adwajta) i iluzji (maja). Prawdopodobnie nie znał Wedantasutr (Brahmasutr).
Napisał niewątpliwie jedno dzieło: Agamaśastra (zw. też Mandukjakarika albo Gaudapadakarika) - komentarz do Mandukjopaniszad. Przypisywane mu komentarze do innych upaniszad, do Bhagawadgity czy Anugity są wątpliwego autorstwa. Komentarz do Sankhjakariki, pt. Sankhjakarikabhaszja, został napisany przez inną osobę o takim samym imieniu, Gaudapadę sankhjanistę.